# Bigbit

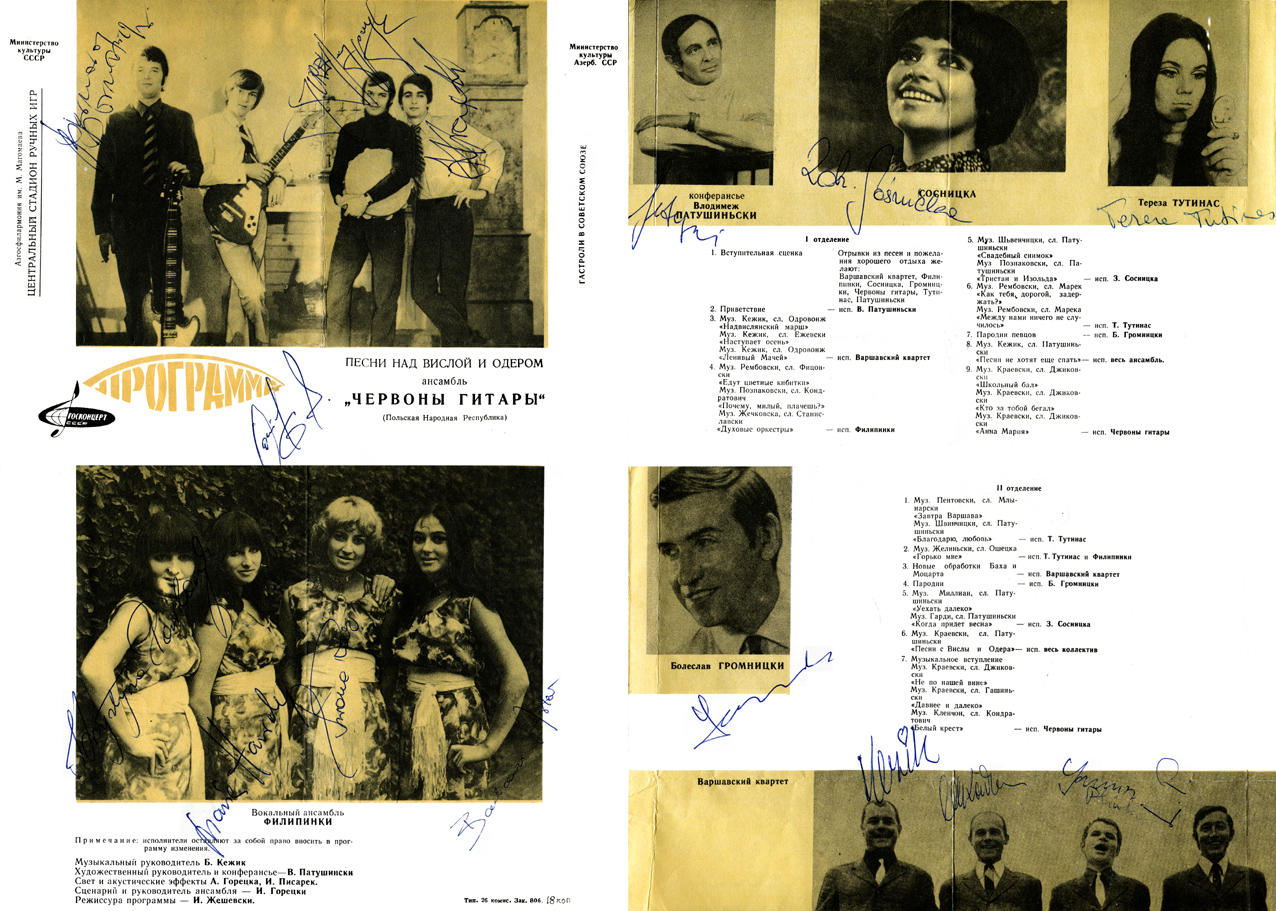
Czerwone Gitary i Filipinki na programie koncertu w ramach trasy „Piosenki znad Wisły i Odry” jesienią 1970 r. w ZSRR

Bigbit, big-beat, (ang. „mocne uderzenie”) – funkcjonujące w Polsce i sąsiednich krajach określenie rock and rolla i pokrewnych gatunków muzycznych. Nazwę big-beat (zastępującą nieakceptowaną przez antyzachodnie władze nazwę rock and roll) po raz pierwszy zastosowano w Polsce. 
Z krajów bloku wschodniego, muzyka rockandrollowa zyskała pewną akceptację władz komunistycznych najwcześniej właśnie w Polsce – już na początku lat 60. XX wieku. W Czechosłowacji, na Węgrzech i w samym Związku Radzieckim nastąpiło to w połowie lub pod koniec tej dekady. Nazwa big-beat, wbrew intencji jej twórcy, szybko przestała określać wyłącznie muzykę rockandrollową, rozszerzając zakres również na luźno związaną z rockiem muzykę rozrywkową, zwłaszcza charakteryzującą się wyeksponowanym rytmem i prostotą melodyczną oraz harmoniczną, np. twist, madison czy rhythm and blues.
Bigbit bywa utożsamiany z gatunkiem muzycznym beat, czyli nurtem pop-rocka, który w latach 60. XX wieku był u szczytu popularności i miał wpływ na wschodnioeuropejski bigbit.
W kulturze anglojęzycznej Big beat oryginalnie oznaczał nie gatunek muzyczny, ale jego cechę, tj. pulsację. Całostka big beat pojawia się przynajmniej od 1953 r., kiedy puzonista i lider big bandu Buddy Morrow zatytułował swój utwór Heap Big Beat i płytę The Big Beat, a potem pojawiała się wielokrotnie w różnych tytułach, m.in. piosenki Fatsa Domino, która bywa podawana jako źródło terminu. W 1957 w telewizji American Broadcasting Company emitowano program The Big Beat prowadzony przez Alana Freeda.

## Tło społeczno-polityczne
W krajach bloku wschodniego władza usiłowała wpływać na przekaz muzyki rozrywkowej, jednocześnie będąc podejrzliwą wobec wpływów zachodnich. Nawet gdy teksty piosenek nie niosły wprost treści politycznych czy światopoglądowych, władze mogły uznać, że reprezentują one kapitalistyczne ciągoty. Sama muzyka o zachodnich korzeniach, nie tylko rock, ale również jazz czy twist, była uważana za narzędzie amerykańskiego imperializmu. Sytuacja nieco zelżała w czasie destalinizacji, co pozwoliło na oddolny rozwój środowiska muzycznego, jednak pod koniec lat 60. powstały komisje weryfikacyjne, od których zależała legalizacja działalności wykonawców. Licencja była wydawana na podstawie egzaminu m.in. z historii sztuki, ale w praktyce znaczenie miała opinia przedstawicieli totalitarystycznych partii marksistowsko-leninowskich. W Polsce były one stosunkowo liberalne, podczas gdy w ZSRR i Czechosłowacji ich działalność znacznie osłabiła rozwój muzyki rockowej.
Jazz stał się tolerowany w krajach komunistycznych już w latach 40. XX wieku. Co prawda nazywano go muzyką ludożerców (ze względu na odległe pochodzenie z Afryki), jednak władze dostrzegały jego ludowe korzenie, co łagodziło ich stosunek do gatunku. W związku z tym muzyka rockowa początkowo była związana ze środowiskiem jazzowym, które utorowało drogę muzyce rozrywkowej o afroamerykańskim pochodzeniu. Zespoły bigbitowe w krajach Europy Środkowo-Wschodniej początkowo imitowały styl wykonawców zachodnich. Ich repertuar składał się z coverów. Dopiero z czasem środkowoeuropejski bigbit nabierał więcej indywidualnych cech, częściowo przejmując motywy muzyki ludowej. Władze starały się również wykorzystywać akceptowane zespoły do promocji elementów propagandowych. 
Ponieważ dostęp do muzyki z Zachodu był krajach bloku wschodniego ograniczony, źródłem informacji o takich nowych gatunkach muzycznych, jak rock and roll i jego popowa odmiana beat, były odbierane na tym obszarze audycje Radia Luxembourg i innych rozgłośni zza żelaznej kurtyny. W okresie, gdy w Polsce muzyka bigbitowa przeżywała rozwój, a w pozostały krajach Europy Środkowo-Wschodniej regres, rolę taką odgrywało również Polskie Radio. Przesyłanie płyt z nagraniami odbywało się, choć na małą skalę, kanałami prywatnymi.
Istnieją sporne opinie, czy muzyka bigbitowa w krajach bloku wschodniego była nośnikiem młodzieżowego i politycznego buntu analogicznego do ruchu hippisowskiego i wytworzyła własną subkulturę, czy też ograniczała się do kwestii powierzchownych. Jedną z cech muzyki rozrywkowej pozostającej poza bezpośrednią kontrolą władz stał się zwyczaj organizowania koncertów w prywatnych domach.

## Bigbit w Polsce
Twórcą polskiego wyrażenia „big-beat” był Franciszek Walicki, który zapożyczył to pojęcie i wprowadził do języka polskiego w nowym znaczeniu, gdyż określenie muzyka rockandrollowa nie odpowiadało ówczesnym władzom politycznym jako zbyt silnie powiązane z kulturą zachodnią. Twórca tego terminu uważał go za synonim rock and rolla, a więc za nazwę nieobejmującą muzyki popularnej takich zespołów jak Czerwone Gitary czy Skaldowie, jednak powszechnie nazywa się tak całą muzykę młodzieżową lat 60. XX w.. Jednocześnie w celu obrony tego typu muzyki podkreślano jej swojskość i nawiązywanie do polskiej muzyki ludowej, co wiązało się z krytyką zbyt dużego naśladownictwa wzorów zachodnich, czyli rockowych. W ramach tej tendencji pojawiło się hasło „Polska młodzież śpiewa polskie piosenki” przyjęte przez zespół Niebiesko-Czarni. Ponadto władza promowała tzw. rock partyzancki, czyli zespoły bigbitowe śpiewające autentyczne piosenki żołnierskie lub własne o podobnej tematyce. Pewnym ewenementem była Msza beatowa „Pan przyjacielem moim”, czyli jedna z pierwszych na świecie mszy skomponowanych w stylu rockowym. 
Franciszek Walicki był nie tylko twórcą terminu, ale też prekursorem samego zjawiska, zakładając pierwszy polski zespół bigbitowy – Rhythm and Blues, zainspirowany m.in. występem Big Billa Ramseya na II Festiwalu Jazzowym w Sopocie w 1957 roku. Już wcześniej, około 1956 roku, rockandrollowe rytmy pojawiały się w tanecznych utworach granych przez orkiestry i zespoły rozrywkowe, m.in. Zygmunta Wicharego, Władysława Kowalczyka, Stanisława Drążka Kalwińskiego i Krzysztofa Komedy, grającego tego typu repertuar pod pseudonimem Jan Grepsor. W 1957 Chór Czejanda nagrał piosenkę „Tańcz i śpiewaj rock and roll” i w podobnym czasie kolejne polskie grupy jazzowe wprowadzały elementy tego gatunku do swojego repertuaru. Jednakże to Rhythm and Blues rozpowszechnił tę muzykę wśród swoich rówieśników. Zespół ten działał w roku 1959, a rozwiązany został w 1960 między innymi ze względu na amerykański repertuar. Dwaj członkowie zespołu, Bogusław Wyrobek i Leszek Bogdanowicz, wcześniej związani byli z Big Bandem Marynarki Wojennej.
Bigbit zyskał większą popularność dzięki Festiwalowi Młodych Talentów w 1962. Wówczas też o tym gatunku muzycznym pojawiły się pierwsze artykuły w prasie fachowej, tj. w Ruchu Muzycznym oraz Magazynie Jazz. Rok wcześniej w Sopocie odbył się pierwszy koncert z serii Non Stop (w klubie o tej nazwie), a od połowy dekady koncerty rockowe zaczęły być popularne w wielu miastach, także mniejszych jak Płock czy Zakopane. W Warszawie cykl koncertów Musicorama odbył się w latach 1968–1969. W 1969 w Kaliszu odbył się I Ogólnopolski Festiwal Awangardy Beatowej (OFAB), pierwszy polski rockowy festiwal muzyczny, a w 1970 odbył się pierwszy festiwal „Wielkopolskie Rytmy Młodych”, który był poprzednikiem festiwalu w Jarocinie. W tym samym roku w „Ruchu Muzycznym” Wacław Panek i Grzegorz Michalski rozpoczęli cykl artykułów Polski big-beat. Ze względu na profil pisma (związany z muzyką poważną) artykuły te były dość krytyczne wobec muzyki rozrywkowej, przy czym skupiały się nie tylko na elementach muzycznych bigbitu, ale również socjologicznych. Bigbit zaczęto częściej emitować w radiu od 1962, gdy powstał Program III Polskiego Radia, a jeszcze częściej od 1965, kiedy powstało Młodzieżowe Studio „Rytm”.
Jako przedstawicieli polskiego bigbitu wymienia się m.in. takich wykonawców, jak: Niebiesko-Czarni, Czerwono-Czarni, Nastolatki, Czerwone Gitary, Szwagry, Skaldowie, Trubadurzy, Tarpany, Pesymiści, Kawalerowie, Chochoły, Dzikusy, Tajfuny, Polanie, Warszawskie Kuranty, Bardowie, Pięciu, Krzysztof Klenczon, Halina Frąckowiak, Ada Rusowicz, Czesław Niemen, Seweryn Krajewski, Katarzyna Sobczyk, Wojciech Gąssowski, Helena Majdaniec oraz Karin Stanek. Michalski i Panek polskie zawodowe zespoły bigbitowe podzielili na trzy grupy: inspirujące się muzyką klasyczną (np. Skaldowie), muzyką ludową (np. No To Co) i pozostające przy najprostszych schematach bigbitowych (np. Czerwone Gitary). Twórczość takich przedstawicieli bigbitu jak Czesław Niemen, Stan Borys czy Wojciech Korda jednak nie mieściła się w tych kategoriach.
Zespoły bigbitowe często powstawały przy klubach studenckich (Czerwono-Czarni i Niebiesko-Czarni przy klubie Żak, Tajfuny przy Stodole), choć były także związane z domami kultury lub patronowały im zakłady przemysłowe (np. Zakłady Przemysłu Cukierniczego Wawel zespołowi Wawele). Dość wcześnie ustalił się podział na zespoły zawodowe i amatorskie. 
Pierwsze zespoły bigbitowe działały na Wybrzeżu na przełomie lat 50. i 60. XX wieku. W 1962 powstały zespoły warszawskie – Big Beat Sextet (później jako Tajfuny) i Chochoły. Kolejne ośrodki muzyki bigbitowej to Łódź, gdzie w 1964 roku powstali Trubadurzy, Wrocław, gdzie w 1962 roku powstały Nastolatki, Kraków (od 1964 roku zespół Szwagry), Poznań (Rock Hall Wojciecha Kordy i Tarpany), Górny Śląsk (Monsuny, Passaty). Klasyczny polski bigbit zaczął tracić na popularności pod koniec lat 60. XX wieku, zastępowany przez nową muzykę rockową o bardziej oryginalnym brzmieniu (Breakout, Klan, nowa twórczość Niemena) od przełomu lat 60. i 70., by zaniknąć w połowie lat 70. Pod koniec tej dekady kolejne odsłony muzyki rockowej, czy ogólnie rozrywkowej, nazywano Muzyką Młodej Generacji, a w latach 80. już oficjalnie mówiono po prostu o muzyce rockowej, nie używając dla jej polskiej wersji nazw zastępczych.

## Muzyka rockandrollowa w pozostałych krajach bloku wschodniego
W latach 60. w Związku Radzieckim nastąpił rozkwit muzyki jazzowej, co dało podłoże rozwojowi rocka. Pierwszy rockowy koncert na terenie ZSRR miał miejsce w 1966 roku w siedzibie ministerstwa spraw zagranicznych. W kraju tym wykonywanie muzyki rockowej było wtedy zakamuflowane, zespoły rockowe określano jako wokalno-instrumentalne (вокально-инструментальный ансамбль, ВИА, trb. wokalno-instrumientalnyj ansambl, WIA). Jednym z pierwszych takich zespołów były Pojuszczije gitary (Поющие гитары) powstałe w 1965 roku. W drugiej połowie lat 60. ten typ muzyki stał się bardziej popularny, zwłaszcza w ośrodkach takich jak Leningrad i Moskwa, ale również w innych rejonach. Jednocześnie wkrótce muzyka rockowa była znów szykanowana aż do lat 80.
W Czechosłowacji również stosowano nazwę bigbit na określenie muzyki inspirowanej tzw. brytyjską inwazją. Jej rozwój był jednak słabszy niż w ZSRR czy Polsce. Jedną z głównych grup tego nurtu byli The Beatmen, Matadors czy Flamengo. Wcześniej elementy rockowe pojawiały się w repertuarze grup jazzowych, podobnie jak w Polsce. Jedną z pierwszych grup rockowych w tym kraju był Akord Klub działający w latach 1956–1957, natomiast pierwszy festiwal bigbitowy odbył się pod koniec 1967 roku, kolejny w 1968, ale następny dopiero w 1971 roku. Już od końca lat 60. w Czechosłowacji akceptacja władz wobec muzyki rockowej osłabła. W związku z tym pojawiły się nowe zespoły undergroundowe jak The Plastic People of the Universe założone w 1968 roku. 
W latach 60. XX wieku muzyka rockowa pojawiła się również na Węgrzech. Wówczas była tam razem z muzyką pop określana nazwą beat. Zespół rockowy Illés wygrał festiwal muzyki popularnej w roku 1968. W kraju tym pojawił się pol-beat, czyli muzyka z przekazem politycznym – lewicowym. Początkowo był to przekaz radykalny, ale wkrótce ten typ muzyki przejął rolę propagandy rządzącej partii. Z drugiej strony, podobnie jak w innych krajach bloku, subkultura rockowa była uważana za rodzaj buntu. Węgierski beat adaptował elementy lokalnej muzyki ludowej. W roku 1971 węgierskie ministerstwo kultury ogłosiło, że muzyka rozrywkowa jest bezwartościowa i zaprzestało jej wspierania.